# じゃじゃ熊一家
じゃじゃ熊一家(The Hillbilly Bear)とは、ハンナ・バーベラ・プロダクションによって製作されたアメリカ合衆国のテレビアニメ。アメリカでは1965年10月2日から1967年9月7日までNBCで『怪力アント』と『秘密探偵クルクル』と合わせて放送。日本では1966年3月8日から7月19日までNETテレビ(現・テレビ朝日)で『怪力アント』と『パップちゃんとスイートおばさん』の後である3本目に放送された。

## キャラクター
？（Paw Rugg）
声 - ヘンリー・コーデン / 若山弦蔵
黄色い帽子を被った父さん、銃を持っている。
？（Maw Rugg）
声 - ジャン・ヴァンデ・ピル / ?
ごく普通の母さん
？（Floral Rugg）
声 - ジャン・ヴァンデ・ピル / ?
ポウとモーの娘
チビスケ（Shag Rugg）
声 - ドン・メシック / ?
度々ながら問題ばかり起こしているが、父さんを尊敬している。
？（Claude Hopper）
声 - ポール・フリーズ / ?

## エピソードリスト
| No. | 原題                          |
| --- | ----------------------------- |
| 1   | Detour for Sure               |
| 2   | Woodpecked                    |
| 3   | Anglers Aweigh                |
| 4   | Stranger Than Friction        |
| 5   | Goldilocks and the Four Bears |
| 6   | Going, Going Gone Gopher      |
| 7   | Courtin' Disaster             |
| 8   | Picnic Panicked               |
| 9   | Judo Kudos                    |
| 10  | Just Plane Around             |
| 11  | War Games                     |
| 12  | Bricker Brats                 |
| 13  | Slap Happy Grandpappy         |
| 14  | Pooped Pops                   |
| 15  | Leaky Creek                   |
| 16  | My Fair Hillbilly             |
| 17  | Rickety-Rockety-Raccoon       |
| 18  | Modern Inconvenience          |
| 19  | Rabbit Rumble                 |
| 20  | Speckled Heckler              |
| 21  | Whirly Bear                   |
| 22  | Saucy Saucers                 |
| 23  | Chipper Chirper               |
| 24  | Gettin' Paw's Goat            |
| 25  | Buzzin' Cuzzins               |
| 26  | Do the Bear                   |

## コラボ作品
- デクスターズラボ -「チャビーのレストラン (Chubby Cheese)」

黄色い帽子を被ったポー・ラグが、シロフォンを弾いている。
- チキチキマシン猛レース! - 「おじい様の言いつけ (Grandfather Knows Dast)」

カメオ出演としてポー・ラグとモー・ラグが登場。ポーの声をビリー・ウェスト、モーの声をジル・ティレイが担当。